# 青木城右衛門
青木城右衛門（あおき じょうえもん、生没年不詳）は江戸時代前期の剣術家。別名、青木金家ともいわれ、号は鉄人斎。通称は常右衛門。

## 生涯
河内国に生まれ、剣豪宮本武蔵の門人となり、二刀流を学んだ。
江戸に出て一派を開き、青木流、のちに鉄人流と称した。
江戸において8900余人もの弟子を抱えていたと云われる。
| スタブアイコン | サブスタブ | この項目は、まだ閲覧者の調べものの参照としては役立たない、人物に関連した書きかけの項目です。この項目を加筆・訂正などしてくださる協力者を求めています（P:人物伝/PJ:人物伝）。 |